# 島津忠清
島津 忠清 （しまづ ただきよ、元亀2年（1571年） - 元和6年1月5日（1620年2月8日））は、薩摩国島津氏庶流（薩州家）の武将。通称は又助。官位は備前守。父は島津義虎。母は御平（島津義久の娘）。
義虎の三男として誕生する。しかし文禄2年（1593年）に長兄の忠辰が豊臣秀吉の怒りを買って改易されると、弟の重富（義虎五男）、忠豊（義虎六男）と共に小西行長に身柄を預けられる。そこで行長の家臣である皆吉続能の娘・立野殿（洗礼名カタリナ、堅野カタリナ、永俊尼。）を娶り、長女と長男を授かった。この妻は再婚であり、連れ子の娘（妙）がいたが、のちに喜入忠政の後室となっている。
慶長5年（1600年）の関ヶ原の戦いの後に西軍であった小西行長に対し、熊本の加藤清正が小西領の宇土を占拠した。忠清らは加藤家に捕縛され熊本に移送された。祖父の島津義久と島津常久が加藤家と交渉し、慶長14年（1609年）12月3日に子供2人を連れて薩摩に戻ることができた。その後、長男は新納久元の後継となり新納忠影と名乗った。長女は島津家久の側室となり、薩摩藩2代藩主・島津光久、北郷久直、島津忠紀らを生んだことで家族の地位は向上したが、忠清は元和6年（1620年）に病没し、冷水町の興国寺に葬られた。法名は如岳院節翁玄忠大禅定門。忠影以外に男子がいなかったため、跡目は忠影の孫の新納久珍の次男である新納久基が継いだ。

妻のカタリナはキリシタンであり、領内で禁教の信徒を多数保護しており、藩から度々注意をされていた。忠清の死後の寛永10年（1633年）、カタリナは種子島大長野に流刑となり、閉門蟄居として種子島忠時の監視下となった。寛永16年（1639年）に伊勢貞昌を通して法華宗に宗旨替えをしたと届けたが、表面上の棄教であるとして認められなかった。同年に連れ子の娘（喜入忠政室）およびその娘（基多村久智（島津久茂）室および御鶴）も同島に流罪となっている。慶安2年（1649年）に死去。法号は成等院妙正大姉。ただし流刑とはいえ藩主の血縁であり粗末には扱われておらず、時折の音信もあり、死去時は孫で藩主の島津光久からの使者が香典を奉納している。

## 系譜
- 父：島津義虎
- 母：島津御平 - 島津義久の娘
- 妻：立野殿 - カタリナ、永俊尼。皆吉続能の娘
  - 長男：新納忠影 - 新納久元の養子
  - 長女：島津家久側室
- 養子：新納久基 - 新納久珍の次男